# Prudentópolis
Prudentópolis, amtlich portugiesisch Município de Prudentópolis, ist eine Gemeinde des brasilianischen Bundesstaates Paraná. Sie hatte laut Volkszählung von 2010 rund 48.800 Einwohner, die Prudentopolitaner (prudentopolitanos) genannt werden. Zum 1. Juli 2021 wurde die Bevölkerung auf 52.776 Bewohner geschätzt, die auf einer Gemeindefläche von rund 2247 km² leben.

## Geographie
Prudentópolis befindet sich im südbrasilianischen Bundesstaat Paraná an der nach Paraguay führenden Nationalstraße BR-373 (mit Anbindung an die BR-277 im Süden der Gemeinde) etwa 200 km westlich von Curitiba, der Hauptstadt von Paraná. Die Umgebung ist hügelig; in ihr befinden sich Dutzende von Wasserfällen.
Umliegende Gemeinden sind Irati, Guamiranga, Imbituva, Inácio Martins, Cândido de Abreu, Guarapuava und Ivaí.

### Fläche und Lage
Prudentópolis liegt auf dem Segundo Planalto Paranaense (der Zweiten oder Ponta-Grossa-Hochebene von Paraná). Seine Fläche beträgt 2247 km². Es liegt auf einer Höhe von 840 Metern.

### Vegetation
Das Biom in Prudentópolis ist Mata Atlântica.

### Klima
Das Klima ist gemäßigt warm. Es werden hohe Niederschlagsmengen verzeichnet (1446 mm pro Jahr). Die Klimaklassifikation nach Köppen und Geiger lautet Cfb. Im Jahresdurchschnitt liegt die Temperatur bei 18,4 °C.

### Gewässer
Prudentópolis liegt im Einzugsgebiet des Rio Ivaí, der das Munizip im Nordosten begrenzt. Auf der nordwestlichen Grenze fließt der Rio Marrecas mit seinem Unterlauf Rio Belo. Die Rios Barra Grande und Barra Bonita durchziehen das Munizip von Südwest nach Nordost, ebenso der linke Ivaí-Quellfluss Rio São João, der etwa 20 km nördlich der Stadt mit dem Rio dos Patos zusammenfließt, um den Rio Ivaí zu bilden.

## Geschichte
Ende des 19. Jahrhunderts gehörten die Ländereien des heutigen Prudentópolis Cândido Ferreira de Abreu, der deren Besiedlung förderte. 1892 wurde der Distrito do São João de Capanema zugehörig zu Guarapuava errichtet. Im Jahr 1896 wurden für die Besiedlung 1500 ukrainische Familien, insgesamt 8000 Siedler angezogen. Die Siedler wurden in verschiedenen Dörfern angesiedelt, wo sie als Kleinbauern, Viehzüchter und Handwerker lebten. Die Gemeinde (município) wurde 1906 aus Guarapuava ausgegliedert und erhielt als selbständig inkorporierte neue Gemeinde den Namen Prudentópolis zu Ehren des Präsidenten Prudente de Morais (Präsident Brasiliens von 1894 bis 1898). Die Einwanderung von Ukrainern nach Prudentópolis hielt bis zur Mitte der 1920er Jahre an. Prudentópolis gilt heute als bedeutendste ukrainische Ansiedlung in Brasilien, mehr als 80 % der Bevölkerung stammen von Ukrainern ab.

## Kommunalpolitik
Bei der Kommunalwahl 2020 wurde Osnei Stadler von den Democratas für die Amtszeit von 2021 bis 2024 zum Stadtpräfekten (Bürgermeister) gewählt.
Die Legislative liegt bei einem 13-köpfigen Stadtrat, den vereadores der Câmara Municipal.
Die Gemeinde gliedert sich in drei Distrikte: Distrito de Prudentópolis, Distrito de Jaciaba und den Distrito de Patos Velhos.

## Sprache und Kultur
Seit dem 5. Oktober 2021 ist Ukrainisch laut dem Gesetz Nr. 024/2021 auch die zweite offizielle Sprache der Stadt. Sie findet Anwendung im Schulunterricht und bei der Liturgie.

## Sehenswürdigkeiten

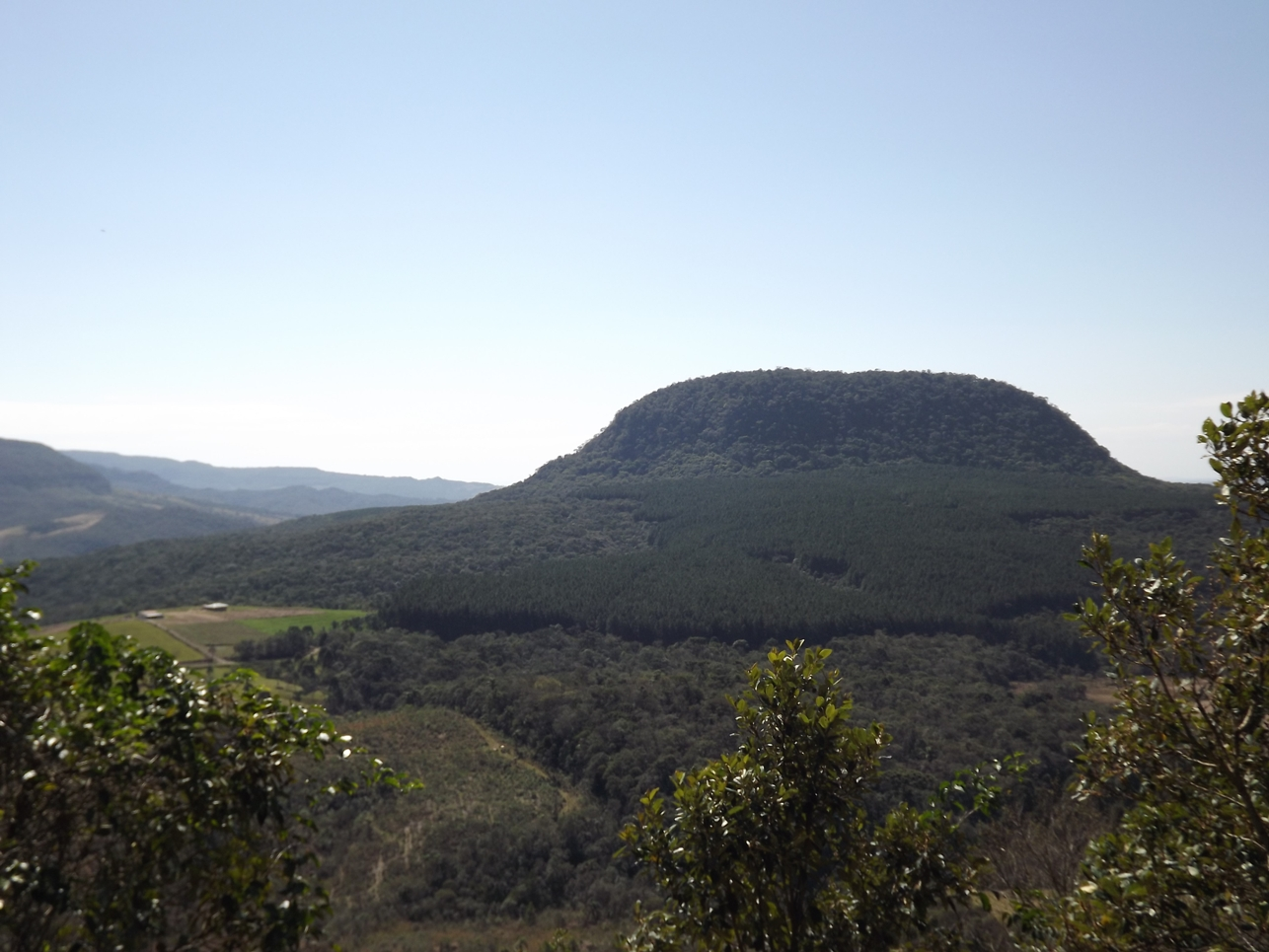
Morro do Chapéu (auch Morro Morungava)

Prudentópolis zeichnet sich vor allem durch die es umgebende Natur aus. Auf dem Gemeindegebiet befinden sich mehr als 100 erfasste Wasserfälle, mehrere von ihnen mehr als hundert Meter hoch. Der höchste ist der Salto São Francisco mit 196 Metern Höhe. Die Bedeutung des Tourismus in der Stadt und die Bedeutung der Stadt innerhalb des Tourismus in Paraná nimmt stetig zu. Die ukrainischstämmige Bevölkerung hält viele in Brasilien ungewöhnliche Bräuche aufrecht, darunter die Volkstanzgruppe Vesselka, und veranstaltet typisch ukrainische Feste wie die Ukrainische Nacht (Noite Ucraniana) und das Koziá Festyvalh (Zicklein-Fest).
Der Morro do Chapéu, auch Morro Morungava, der wie ein Hut aussieht, erreicht eine Höhe von 1119 Metern.

## Partnerstädte
- Ukraine: Ternopil,  seit 6. März 2019.[9]

## Söhne und Töchter der Gemeinde
- Meron Mazur (* 1962), ukrainisch-griechisch-katholischer Geistlicher